# 小湊慶彦
小湊 慶彦（こみなと よしひこ、1958年11月21日 - ）は、日本の法医学者。輸血医療や個人識別における重要な指標であるABO式血液型遺伝子の転写調節研究で知られる。

## 略歴
- 1984年3月　筑波大学医学専門学群　卒業
- 1988年3月　筑波大学大学院医学研究科博士課程　修了[5]
- 1988年4月　富山医科薬科大学助手　医学部法医学講座
- 1992年2月　富山医科薬科大学講師　医学部法医学講座
- 1992年4月－1993年1月  文部省在外研究員　アメリカ合衆国ワシントン大学　バイオメンブレン研究所（箱守仙一郎博士）
- 1993年2月－1994年7月  Research Associate　アメリカ合衆国ハーバード大学　The Center for Blood Research
- 1995年5月  日本法医学会学術奨励賞
- 2003年12月   群馬大学大学院助教授　医学系研究科医科学専攻 生体防御機構学講座病態遺伝法医学分野
- 2006年4月　群馬大学大学院教授　医学系研究科医科学専攻 生体防御機構学講座法医学分野
- 2015年6月　Vox Sanguinis Best Paper Prize 2014[6]
- 2020年4月　群馬大学大学院医学系研究科長　群馬大学医学部長
- 2025年3月　「警察協力章」を受章

## 研究の概要
ABO血液型は，赤血球上のA抗原・B抗原と血清中の抗A抗体・抗B抗体からなるシステムであり，その型判定は安全な輸血医療に必須である．ABO血液型は20世紀初頭に発見され，1960年代に抗原の糖鎖構造が解明され，A抗原・B抗原合成に関わる糖転移酵素の精製や特異抗体作製等の研究が行われ，ワシントン大学バイオメンブレン研究所（所長箱守仙一郎博士）の山本文一郎博士らが1990年にABO遺伝子構造を報告した．その後，小湊博士らの研究グループによりABO遺伝子の転写調節機構の解明が進められ，細胞非特異的プロモーター，赤血球系細胞特異的転写活性化領域，上皮系細胞特異的転写活性化領域が同定され，それらの変異が亜型を惹起することが明らかにされた．